# A Dog's Journey
A Dog's Journey (titulada: Tu mejor amigo: Un nuevo viaje en España y La razón de estar contigo: Un nuevo viaje en Hispanoamérica) es una película estadounidense de aventuras y comedia dramática dirigida por Gail Mancuso y escrita por W. Bruce Cameron, Cathryn Michon, Maya Forbes y Wally Wolodarsky. La película está basada en la novela de 2012 del mismo nombre de W. Bruce Cameron. La película está protagonizada por Josh Gad, Dennis Quaid, Marg Helgenberger, Betty Gilpin, Kathryn Prescott y Henry Lau.
La película es una coproducción entre Amblin Entertainment, Reliance Entertainment, Walden Media y Alibaba Pictures. Fue estrenada por Universal Pictures en los Estados Unidos el 17 de mayo de 2019.

## Argumento
En la película anterior, Bailey se reunió con su dueño Ethan después de reencarnarse como un nuevo perro. Ahora como un San Bernardo/Pastor Australiano, Bailey vive felizmente con Ethan, la esposa de Ethan, Hannah, Gloria (la viuda del hijo de Hannah, Henry) y su hija Clarity June "CJ" de 2 años de edad en su granja en Míchigan. Gloria es una madre desatenta con su hija, odia a los perros, tiene una relación tensa con sus suegros y la ambición de ser cantante. La naturaleza sospechosa de Gloria la lleva a mudarse con CJ temiendo que Ethan y Hannah le quiten el dinero de un fideicomiso que su difunto esposo Henry había dejado. Poco después, Ethan descubre un tumor en el estómago de Bailey. Antes de que Bailey sea sacrificado, Ethan lo sostiene con amor y le pide que cuide de CJ una vez que se reencarne nuevamente. Luego se muestra a Bailey corriendo por un campo de hierba hacia CJ.
Nueve años después, Bailey, reencarnada como una beagle llamada Molly, ve a CJ (que ahora tiene 11 años de edad) con su mejor amigo Trent y sus padres, quienes están adoptando al hermano favorito de Molly, Rocky. Al recordar la promesa que le hizo a Ethan en su vida anterior, Molly sale corriendo hacia CJ. Luego, CJ adopta en secreto a Molly y la mantiene oculta de Gloria durante varias semanas, hasta que Gloria finalmente la descubre y regaña a CJ pero ella le reclama a su madre por sus constantes salidas a fiestas, pero a regañadientes le permite quedarse con Molly para compensar su crianza negligente.
De otra parte, CJ y Molly se acercan cada vez más a lo largo de los años, junto con Trent y Rocky. Un día, CJ (ahora como adolescente) le dice a Trent que quiere abandonar la escuela secundaria y mudarse a la ciudad de Nueva York con el dinero del seguro de su difunto padre Henry para convertirse en cantante. De otro lado, CJ comienza a salir con Shane, de quien Molly desconfía y trata de protegerla. Una noche, ella va a una fiesta con Shane pero sorpresivamente la policía llegó al lugar, y CJ al tener una cerveza en la mano es arrestada y sentenciada a cumplir servicio comunitario donde Molly aprende a detectar el cáncer en una institución canina. Días más tarde, sus abuelos intentan hacerles una visita a ella y a Gloria, trayendo una caja con las pertenencias de Henry, pero todavía enojada y desconfiada, Gloria les cierra la puerta. Durante el intercambio, Molly le indica sutilmente a Ethan que ella es la reencarnación de Bailey, pero el no la escuchó.
Días después de que CJ rompió con Shane por lo sucedido en la fiesta, el ataca a ella, lo que lleva a Molly a morderlo en el tobillo. Esa noche, mientras está borracha, Gloria responde con indiferencia a lo que CJ le decía y también revela que gastó todo el dinero del seguro de Henry (destinado a CJ) en ropa de diseñador, botellas de vino, su casa y un BMW, lo que llevó a CJ a irse de la ciudad en el auto con Molly. Al salir, Shane los persigue y los golpea, lo que hace que su auto vuelque, matando a Molly de inmediato. Shane, creyendo que CJ había muerto huye  del lugar preso del pánico para evitar su arresto. Luego se muestra a Molly corriendo por el mismo campo de hierba por el que había corrido Bailey cuando murió.
En una nueva reencarnación, Molly se reencarna como un Mastín Inglés macho llamado Big Dog, que vive con Joe, el dueño de una tienda de abarrotes ubicada en una gasolinera en Pensilvania. Un día, CJ (ahora como una joven adulta) visita la tienda de camino a la ciudad de Nueva York y Big Dog la saluda cariñosamente. Allí ella compra un billete de lotería que resultó ganador. Él cree erróneamente que CJ lo reconoce y se lo llevará con ella, pero se le rompe el corazón cuando CJ sale de la tienda sin él. Tiempo más tarde Big Dog corre por el mismo campo de hierba que Molly.
En su última reencarnación, Big Dog se reencarna como un Yorkshire Terrier macho llamado Max, que se encuentra en un evento de adopción en Nueva York. En el evento, Max evita la adopción siendo hostil con la mayoría de los demás humanos, con la esperanza de encontrarse con CJ nuevamente. Luego, el ve a CJ caminando en una calle de la ciudad y la persigue hasta un edificio donde ella sube al ascensor, y cuando CJ trata de regresar a Max al evento de adopción, se ve obligada a adoptarlo cuando le dicen que, si no lo adoptan, Max sería sacrificado. Mientras CJ trabaja como paseadora de perros y devuelve el perro de un cliente, Max detecta el olor familiar de Trent en el pasillo y la lleva hacia su puerta. Mientras CJ y Trent se saludan y vuelven a conectarse, Max olfatea el apartamento de Trent notando que Rocky ha muerto.
Max está ansioso por reunir a CJ y Trent, a pesar de que cada uno de ellos vive en sus propias relaciones, por lo que Max se porta mal intencionalmente con Barry, el novio de CJ, después de lo cual se separan y CJ se muda con Max. Después de haberse quedado temporalmente con varios amigos de CJ, Max ve a Trent y su novia Liesl en la calle, y el le ofrece la habitación de huéspedes a CJ al enterarse de que ella no tiene donde vivir. Al recordar cómo diagnosticar el cáncer durante su vida como Molly, Max le indica a CJ que lo detecta en Trent y ella al notar la frecuente fatiga de Trent, le sugiere que vaya a un médico. Más tarde, el médico le confirma la enfermedad y Trent comienza la quimioterapia, pero su novia Liesl lo deja tras enterarse del diagnóstico, por lo que CJ se convierte en su fiel compañera durante todo su tratamiento. Una vez que Trent está libre de cáncer, el le sugiere a CJ a reunirse con Gloria, a lo que ella acepta. En su reencuentro, Gloria le comenta a CJ que desde su partida, estuvo en rehabilitación y se disculpa entre lágrimas con CJ por haber sido abusiva y le da a ella algunas de las cosas enviadas por Ethan y Hannah, que resultaron ser unas cartas de Henry que él había escrito mientras ella estaba embarazada de CJ. Estas cartas inspiran a CJ a escribir más canciones y la llevan a actuar finalmente en un escenario, superando su miedo escénico y comenzando su carrera musical.
Después de la presentación, Trent anima a CJ a hacer un viaje por carretera con él y Max a la granja de sus abuelos, donde se reúne con Ethan y Hannah por primera vez desde que Gloria se la llevó. Durante su reunión, Ethan reconoce a Max como Bailey y le cuenta a CJ sobre las reencarnaciones del perro, haciendo que Max realice un truco con Ethan el cual solo Bailey sabía. CJ luego se da cuenta de que Bailey, Molly, Big Dog y Max eran todos el mismo perro y corre a decírselo a Trent. Finalmente, CJ y Trent confiesan sus sentimientos, para gran satisfacción de Max/Bailey por reunirlos y protegerlos.
Tiempo después, CJ y Trent se casan y poco después de que CJ lanza su primer álbum musical, tienen un hijo llamado Liam y de paso, Gloria se reconcilia con su hija y suegros, reuniendo a toda la familia. Más tarde, Ethan muere por causas naturales, rodeado de Max y el resto de su familia. Max también muere más tarde, mientras CJ lo consuela. La escena final muestra a Bailey corriendo por el campo de hierba, transformándose hacia atrás a través de sus encarnaciones anteriores, antes de cruzar el Puente del Arco Iris y reunirse con Ethan en el cielo.

## Reparto
| Actor              | Personaje                      | Descripción                       |
| ------------------ | ------------------------------ | --------------------------------- |
| Josh Gad           | Bailey / Molly / Perrote / Max | Mascota de Ethan y CJ             |
| Kathryn Prescott   | CJ                             | Hija de Gloria                    |
| Abby Ryder Fortson | CJ (niña)                      | Hija de Gloria                    |
| Emma Volk          | CJ (bebé)                      | Hija de Gloria                    |
| Dennis Quaid       | Ethan Montgomery               | Abuelo de CJ                      |
| Marg Helgenberger  | Hannah Montgomery              | Abuela de CJ                      |
| Henry Lau          | Trent                          | Mejor amigo de CJ                 |
| Ian Chen           | Trent (niño)                   | Mejor amigo de CJ                 |
| Johnny Galecki     | Henry                          | Hijo de Hanna e hijastro de Ethan |
| Betty Gilpin       | Gloria                         | Madre de CJ                       |
| Sean Broslin       | Liam                           | Hijo de Trent y CJ                |

## Producción
El 21 de junio de 2017, el CEO de Amblin Entertainment, Michael Wright, anunció que se estaba desarrollando una secuela de la película A Dog's Purpose.
El 26 de agosto de 2018, Universal Pictures comenzó la producción de la secuela, que sería dirigida por Gail Mancuso, y se estrenaría el 17 de mayo de 2019.
Además de Quaid y Gad que repiten sus papeles, el reparto también incluye a Marg Helgenberger, Betty Gilpin, Kathryn Prescott y Henry Lau.
El rodaje comenzó en agosto de 2018.

## Estreno
La película fue estrenada por Universal Pictures el 17 de mayo de 2019.

## Recepción
A Dog's Journey recibió reseñas mixtas de parte de la crítica y positivas de parte de la audiencia. En el sitio web especializado Rotten Tomatoes, la película posee una aprobación de 51%, basada en 86 reseñas, con una calificación de 5.2/10 y con un consenso crítico que dice: "A Dog's Journey es tan sentimental como uno podría esperar, pero incluso los espectadores cínicos pueden encontrar su capacidad para resistir derramar una lágrima estirada hasta el límite máximo." De parte de la audiencia tiene una aprobación de 91%, basada en más de 2500 votos, con una calificación de 4.5/5.
El sitio web Metacritic le dio a la película una puntuación de 43 de 100, basada en 16 reseñas, indicando "reseñas mixtas". Las audiencias encuestadas por CinemaScore le otorgaron a la película una "A" en una escala de A+ a F, mientras que en el sitio IMDb los usuarios le asignaron una calificación de 7.4/10, sobre la base de 25 185 votos. En la página web FilmAffinity la cinta tiene una calificación de 6.3/10, basada en 1417 votos.

## Precuela
El 27 de enero de 2017, A Dog's Purpose fue estrenada y recaudó más de $205 millones en todo el mundo. En junio de 2017, el CEO de Amblin Entertainment, Michael Wright, anunció que se estaba desarrollando una secuela. El 26 de agosto de 2018, la producción comenzó en A Dog's Journey, y el tráiler fue lanzado en enero de 2019.